# Arinteu
Flávio Arinteu (em latim: Flavius Arinthaeus; 378) foi um político e oficial do exército romano, que serviu sob os imperadores Constâncio II, Juliano, Joviano e Valente. Ao longo de sua carreira pública a ele foi concedido inúmeros ofícios de prestígio e esteve envolvido em alguns dos principais eventos de seu período como a campanha persa de Juliano, a guerra gótica, a supressão da revolta de Procópio e a reposição do rei Papa (r. 370–374) no trono do Reino da Armênia. Foi nomeado cônsul em 372 ao lado de Domício Modesto.

## Vida

### Início da carreira

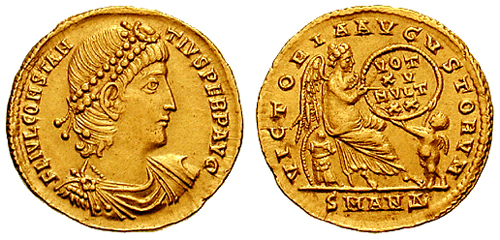
Soldo de r.

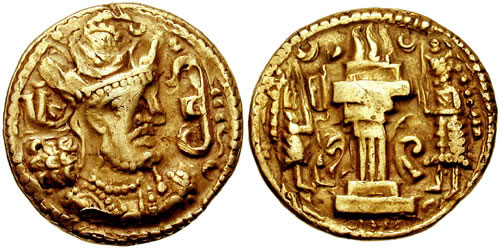
Dinar de ouro de

Começando seu serviço como oficial militar, em 354/355 Arinteu serviu como um tribuno na Récia. Pertencia a uma das legiões que acompanhavam o imperador Constâncio II (r. 337–361), em sua campanha contra os alamanos, onde foi fundamental para a garantia de vitória contra o inimigo em circunstâncias difíceis. Crescendo dentre das fileiras, tornou-se um oficial de justiça do palácio sob Constâncio. Em 361 acompanhou Constâncio na marcha contra o césar Juliano na Gália. É novamente citado em 363 quando, como conde dos assuntos militares, acompanhou Juliano, o Apóstata (r. 360–363) em sua campanha contra o Império Sassânida. Foi colocado no comando da cavalaria na ala esquerda durante o avanço em Assuristão, e repeliu pelo menos um ataque persa em seu caminho. Mais tarde, comandou uma força de infantaria durante a Batalha de Ctesifonte, onde devastou o interior e perseguiu os persas que pode encontrar.
Com a morte de Juliano na Mesopotâmia, Arinteu e um série de outros funcionários que haviam servido sob Constâncio começaram a procurar entre si um substituto, mas sofreram oposição dos oficias gauleses de Juliano. Posteriormente concordaram com a elevação de Salúcio, que se recusou a aceitar a nomeação imperial, e então foram forçados a aceitar Joviano (r. 363–364). Joviano manteve muitos dos oficiais de Juliano, e um dos seus primeiros atos foi enviar Arinteu e Salúcio para negociar uma trégua com o xá Sapor II (r. 309–379). As negociações duraram cerca de quatro dias, e acordou-se que os romanos desistiriam de cinco satrapias no lado oriental do rio Tigre, e abandonariam o controle do leste da Mesopotâmia, mantendo todo o oeste da Mesopotâmia. A influência romana também seria restrita em e no entorno do Reino da Armênia. No caminho de volta do Oriente, Joviano enviou Arinteu para a Gália, onde foi ordenado como mestre da cavalaria.

### Serviço sob Valente

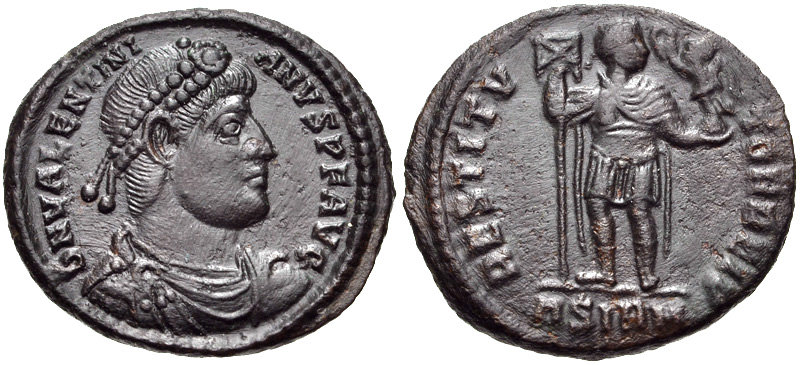
Fólis de r.

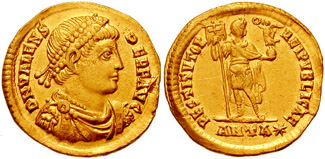
Soldo de Valente r.

Arinteu apoiou a adesão de Valentiniano I (r. 364–375) como imperador no ano de 364, e foi transferido para a corte do irmão de Valentiniano, Valente (r. 363–378), em Constantinopla. Como duque envolveu-se na supressão da revolta de Procópio em 366. Foi enviado para a fronteira da Bitínia e Galácia com um exército contra Hiperéquio, um aliado de Procópio, onde convenceu o inimigo a abandonar o usurpador. Arinteu foi então nomeado mestre da infantaria após a derrota de Procópio, uma posição que ocupou até 378.
Arinteu acompanhou Valente durante a guerra gótica de 367-369. Em 368 foi enviado para perseguir os tervíngios da Dácia, com seus soldados recompensados com uma moeda de ouro para cada cabeça bárbara que trouxessem. No ano seguinte, em 369, foi convidado a negociar a paz com o juiz Atanarico, antes de ser enviados imediatamente para a fronteira persa. No fim de 369 e começo de 370, com a reparação da estrada entra Amaseia (atual Amásia) e Satala, marchou para a Armênia com uma força para reinstalar Papa (r. 370–374) no trono armênio e ajudá-lo a resistir às incursões do Império Sassânida.
Sua presença forçou Sapor a remover seu exército, e cercear as tentativas de Papa em chegar a um acordo com o xá. Em 372, Arinteu foi nomeado cônsul posterior, atuando junto com Domício Modesto. Apoiou Trajano após a falha do mesmo em conseguir a vitória na batalha dos Salgueiros em 377. Morreu em 378, ainda no auge da vida. Foi batizado cristão em seu leito de morte. Era casado e tinha pelo menos uma filha. Foi um correspondente de Basílio de Cesareia e foi acusado de ter confrontado o imperador Valente sobre o arianismo.